# Émile Saigey
Émile Saigey, né le 16 décembre 1828 à Paris et mort dans cette même ville 18 décembre 1872, est un écrivain français.

## Biographie
Émile Saigey est le fils de Charles Frédéric Saigey et d'Adèle Clotilde Gruson.
Il est inspecteur des lignes télégraphiques.
Il est mort à son domicile de la rue Casimir-Périer à l'âge de 44 ans.

## Œuvres
Il signe de son pseudonyme: Edgar Saveney
- Les Sciences au XVIIIe siècle (1873)
- La physique moderne; essai sur l'unité des phénomènes naturels, Paris, Germer Baillière, 1867.

Il a aussi publié dans la Revue des deux Mondes.